# 熱川バナナワニ園
熱川バナナワニ園（あたがわバナナワニえん）とは、静岡県賀茂郡東伊豆町奈良本にあるワニや熱帯性植物を主に扱う動植物園。

## 概説
伊豆の熱川温泉にある動植物園。1958年（昭和33年）9月20日に開園。1971年3月1日には分園が開園している。1976年3月10日に博物館法上の博物館に指定された。2008年に、ワニ園の改修工事が行われ、全体を覆う屋根ができたほか、ワニを横や下から観察できるようになった。
伊豆熱川駅前の本園と、送迎バスで行く分園からなる。温泉の熱を利用して、ワニの飼育や熱帯植物の栽培を行っている。飼育しているワニの種類では世界一で、17種（交雑含む）約140頭が飼育されている。そして、日本で唯一、ニシレッサーパンダの飼育・繁殖を行い、日本で唯一、アマゾンマナティーを展示している。このほか、ゾウガメ、オオバタン、オオサンショウウオ、フラミンゴなどがいる。また、約20種類のバナナを育てており、栽培されている熱帯植物は約5000種である。

## 構成
本園・ワニ園、本園・植物園、分園の3つの展示施設から構成されており、共通券を利用する形となる。

### 本園・ワニ園
亜種・雑種含め全30種類あるワニのうちの17種類を約140頭飼育しており、その中にはイリエワニのアルビノ個体であるシロワニが含まれる。
他にはオオバタンやピラルクも展示されている。

### 本園・植物園
熱川温泉の熱を利用し、8棟の温室に熱帯性植物を展示している。子ワニ、アマゾンマナティーもここで飼育されている。
- 1号温室 - 熱帯花木
- 2号温室 - 熱帯シダ
- 3号温室 - 食虫植物
- 4号温室 - ブロメリア（ティランジアなどのパイナップル科植物）
- 5号温室 - カトレア
- 6号温室 - 観葉植物
- 7号温室 - 熱帯性スイレン
- 8号温室 - 原種ラン - 60品種あまりを、温度調節によって年中開花した姿を見ることができるようにされている。

### 分園
他の2園から500m程離れており、無料送迎バスが出ている（数分）。分園にも駐車場があるので、自家用車で行くことも可能。
熱帯性花木や果実が展示されている。他にはワニの放流池、フラミンゴやトキの放鳥ケージがある。アルダブラゾウガメは1988年9月30日セーシェル共和国から寄贈されたもの。
- 1号温室
- 2号温室 - バナナ
- 3,4号室 - 熱帯果樹
- 4号温室 - パパイヤ
- 5号温室 - 香辛・香料
- 6号温室 - ベゴニア

### レッサーパンダ
分園では、レッサーパンダが30頭以上飼育されている。飼育されているレッサーパンダは、ネパールレッサーパンダ（ニシレッサーパンダ）という種類である。
レッサーパンダの飼育頭数は、日本国内でトップクラスである。レッサーパンダは日本では人気が高く、各地の動物園で見ることができるが、ネパールレッサーパンダ（ニシレッサーパンダ）の亜種がいるのは、国内ではここだけである。

## ギャラリー

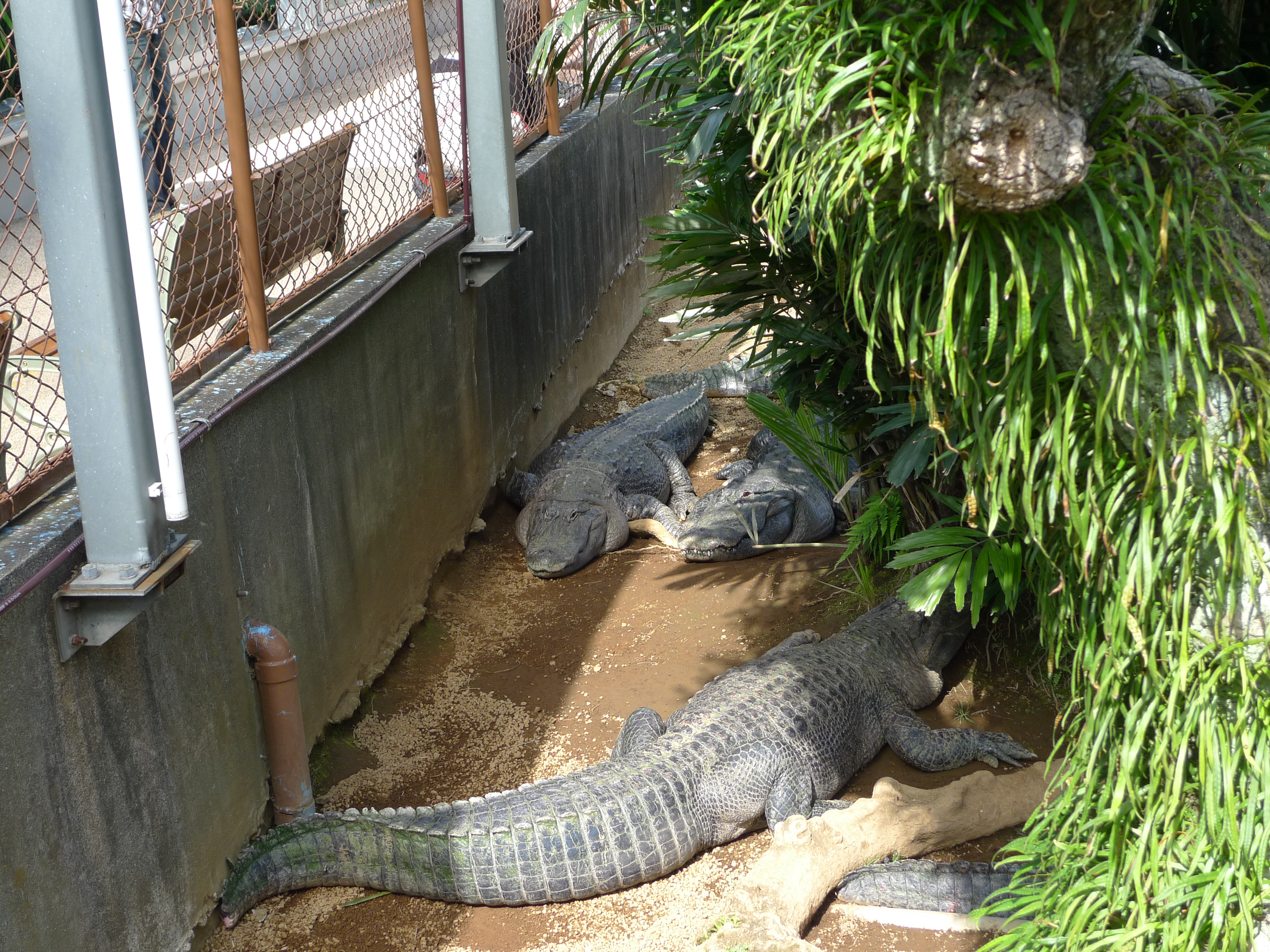
ワニ
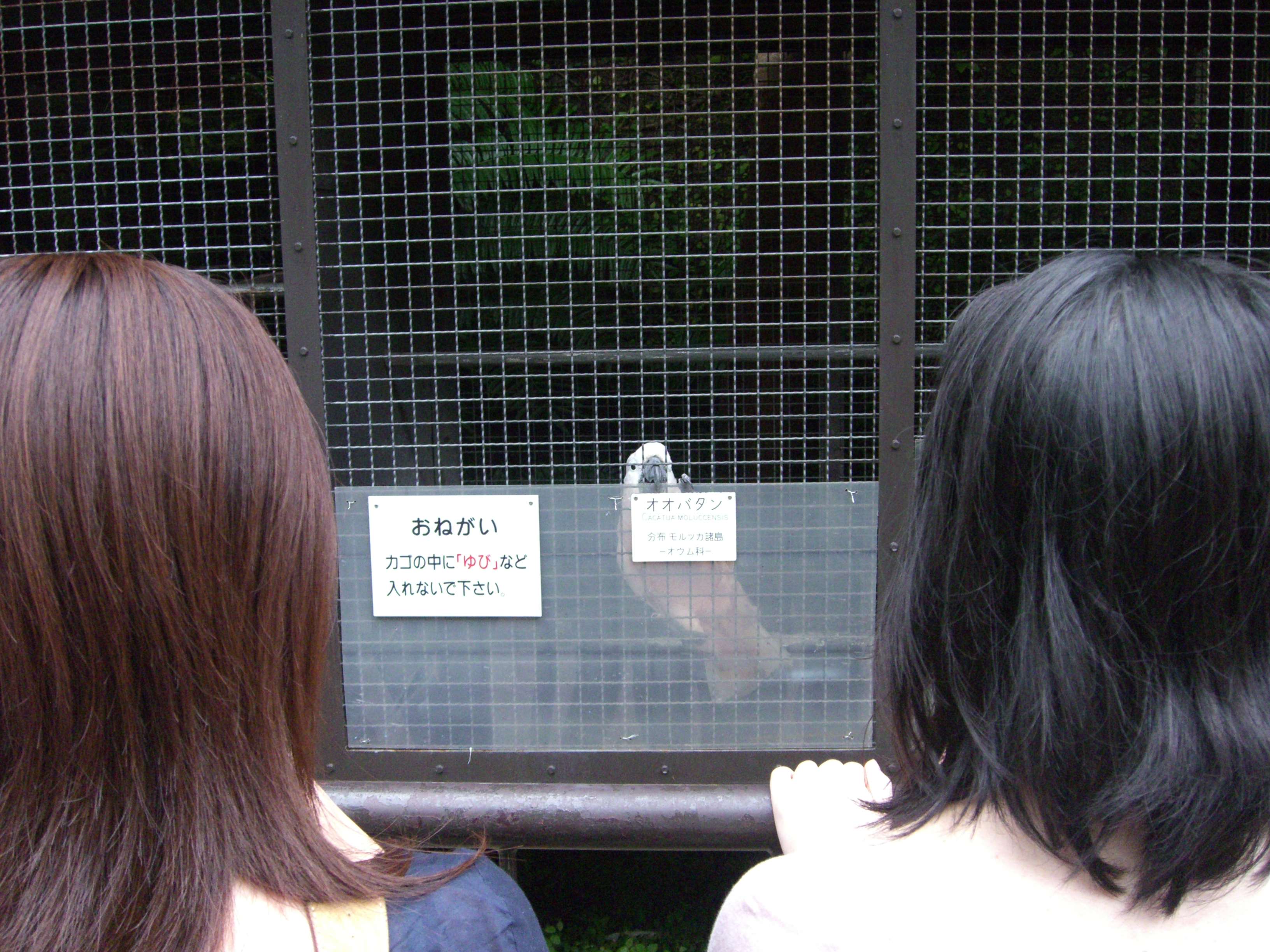
オオバタン
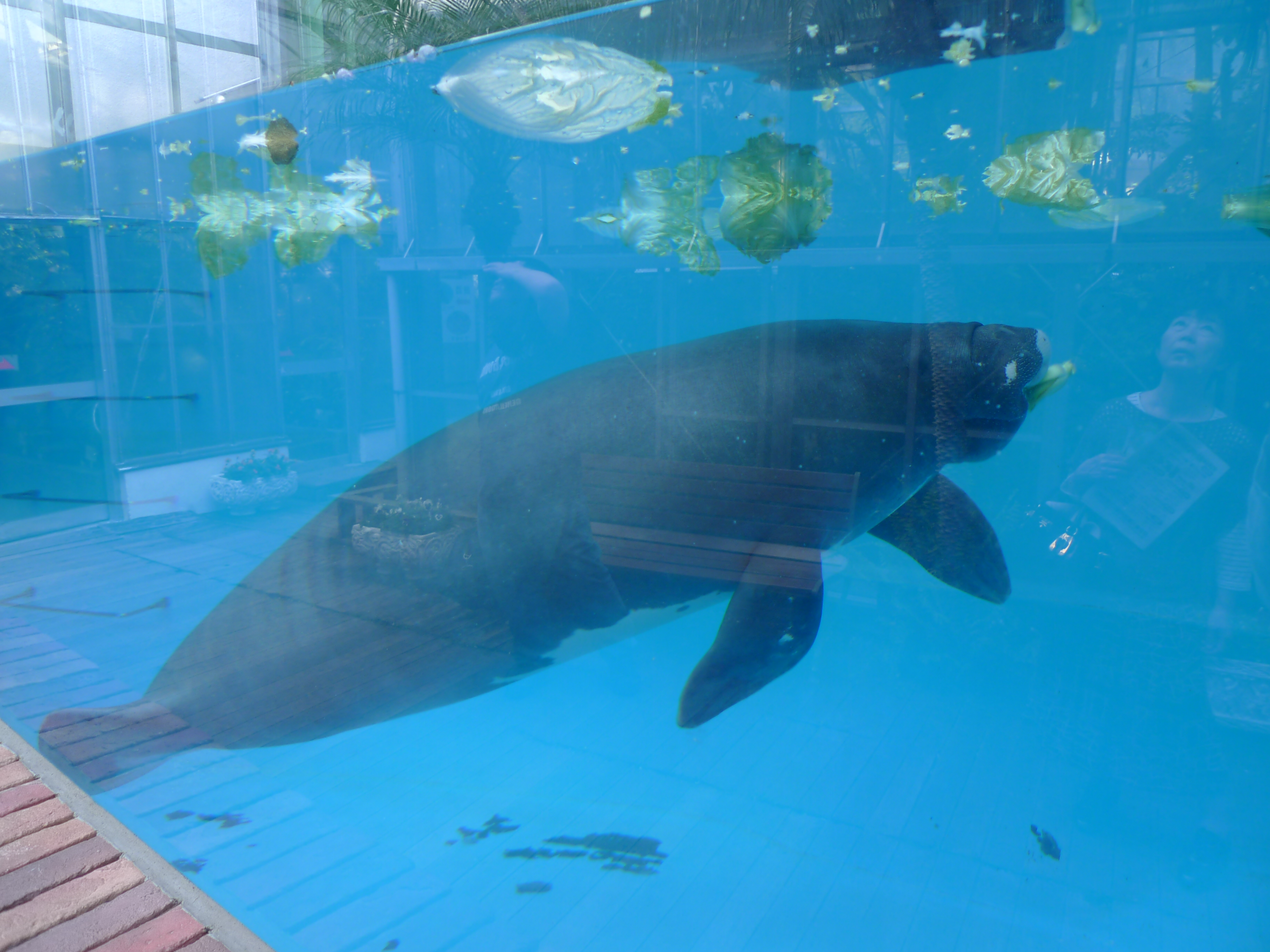
アマゾンマナティー
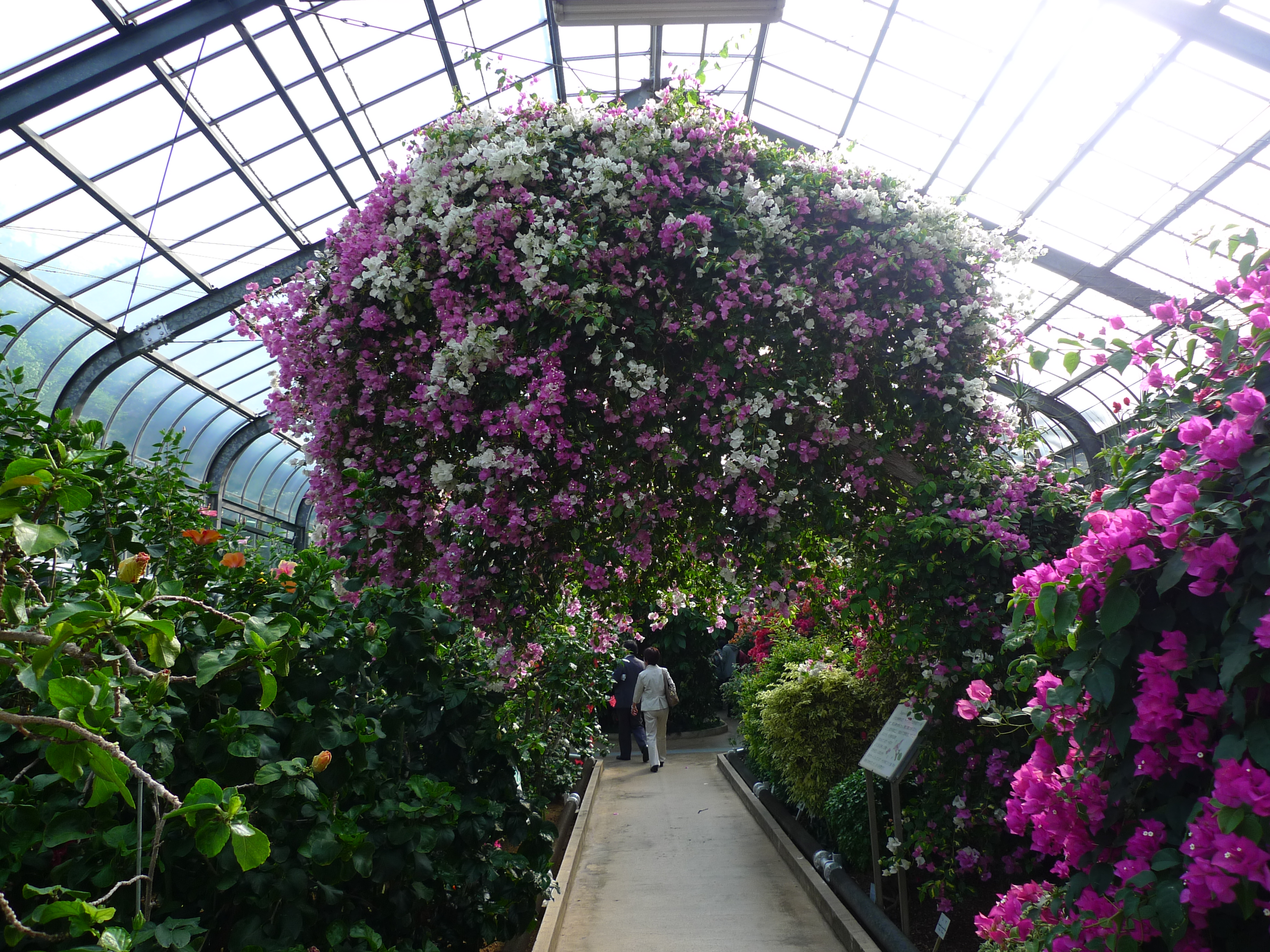
熱帯性植物
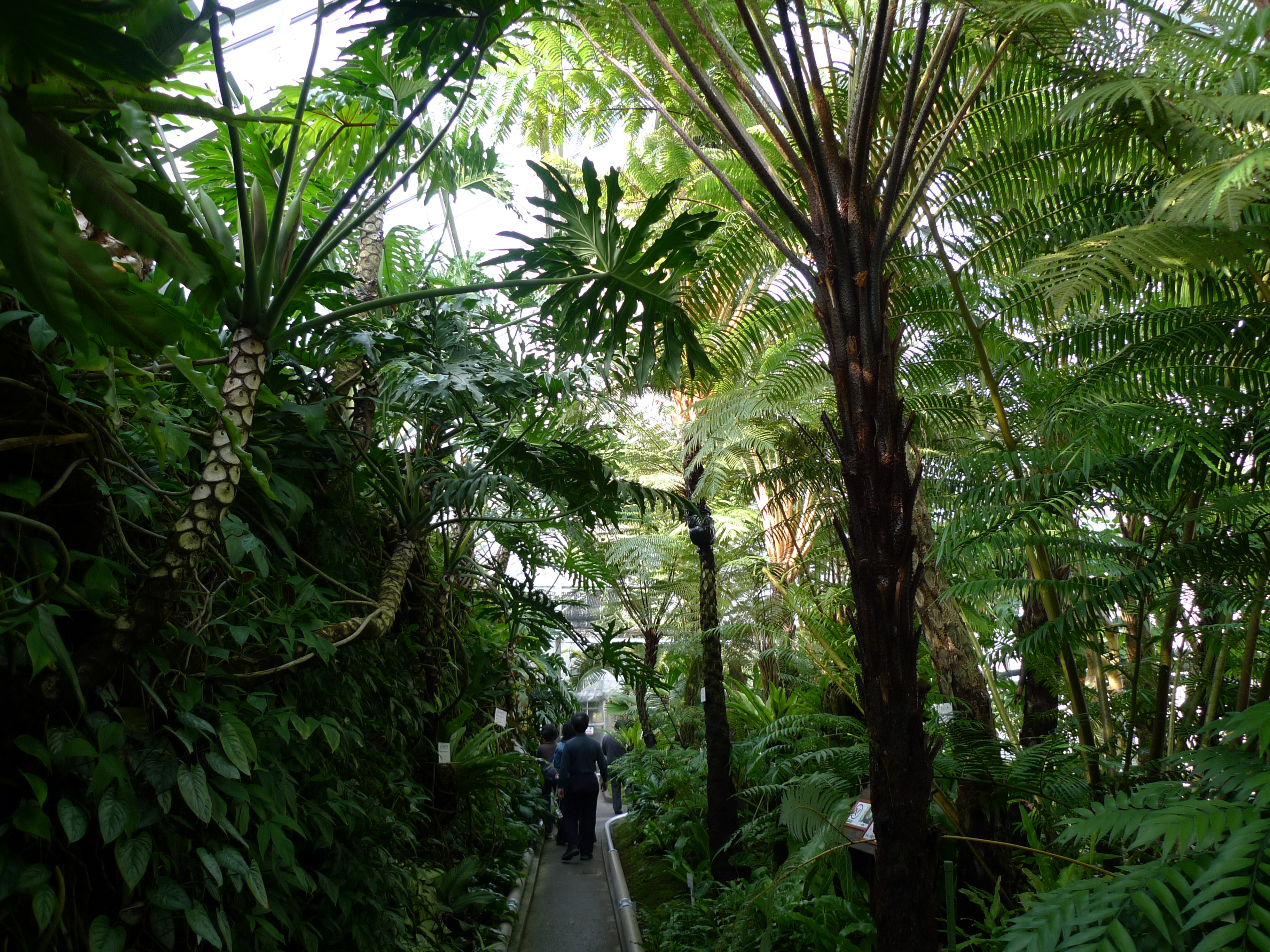
熱帯性植物
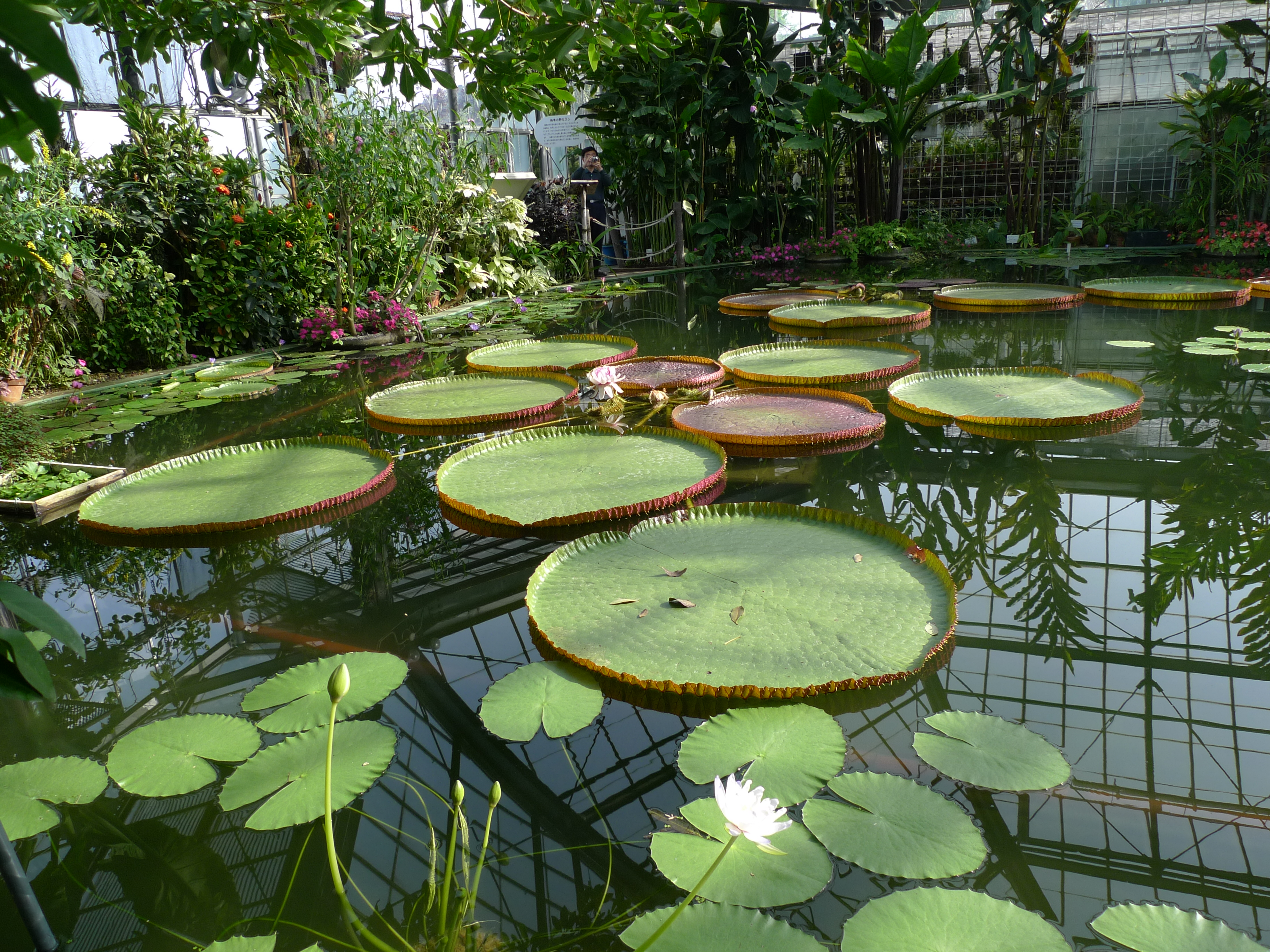
蓮
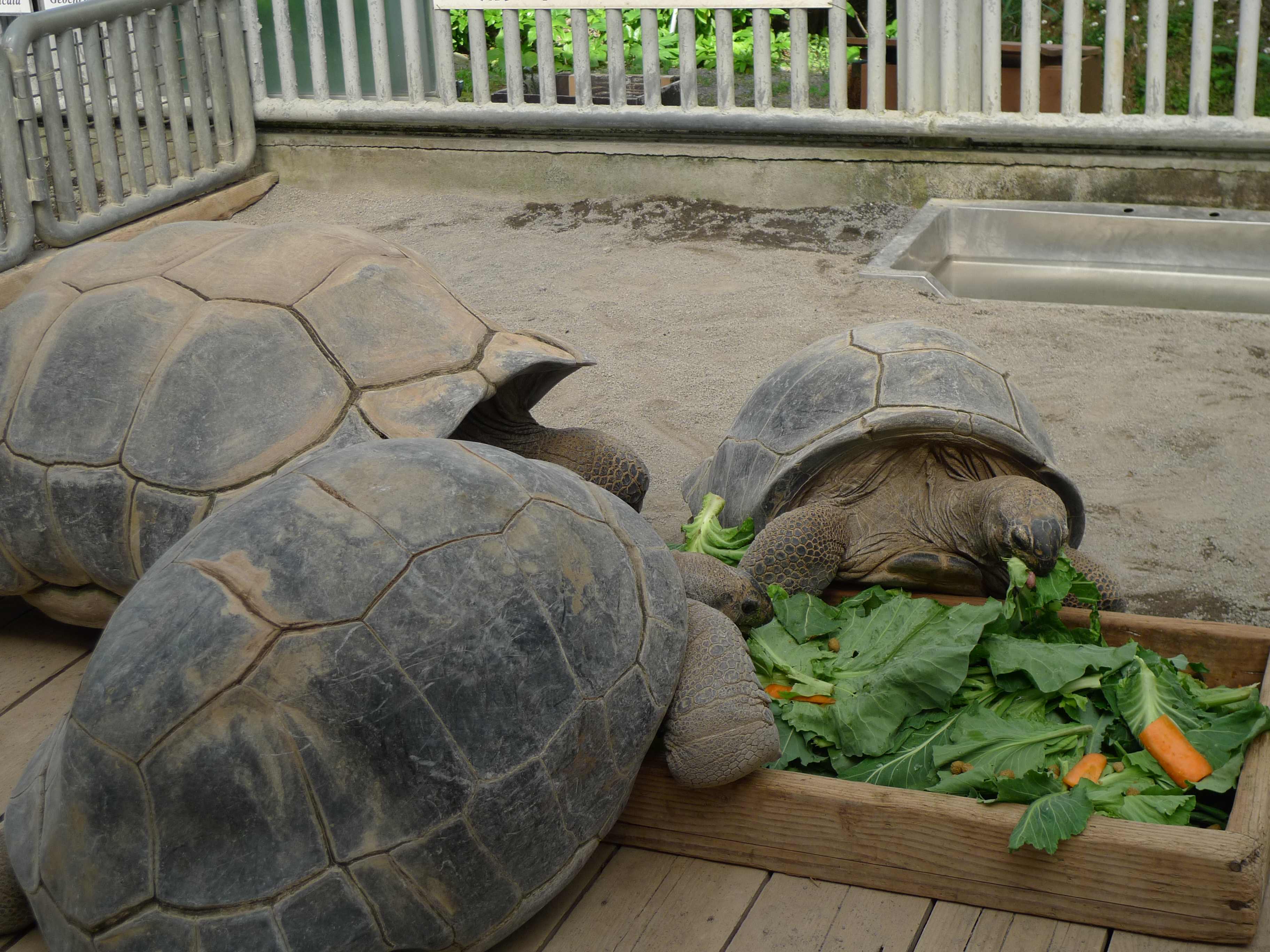
アルダブラゾウガメ
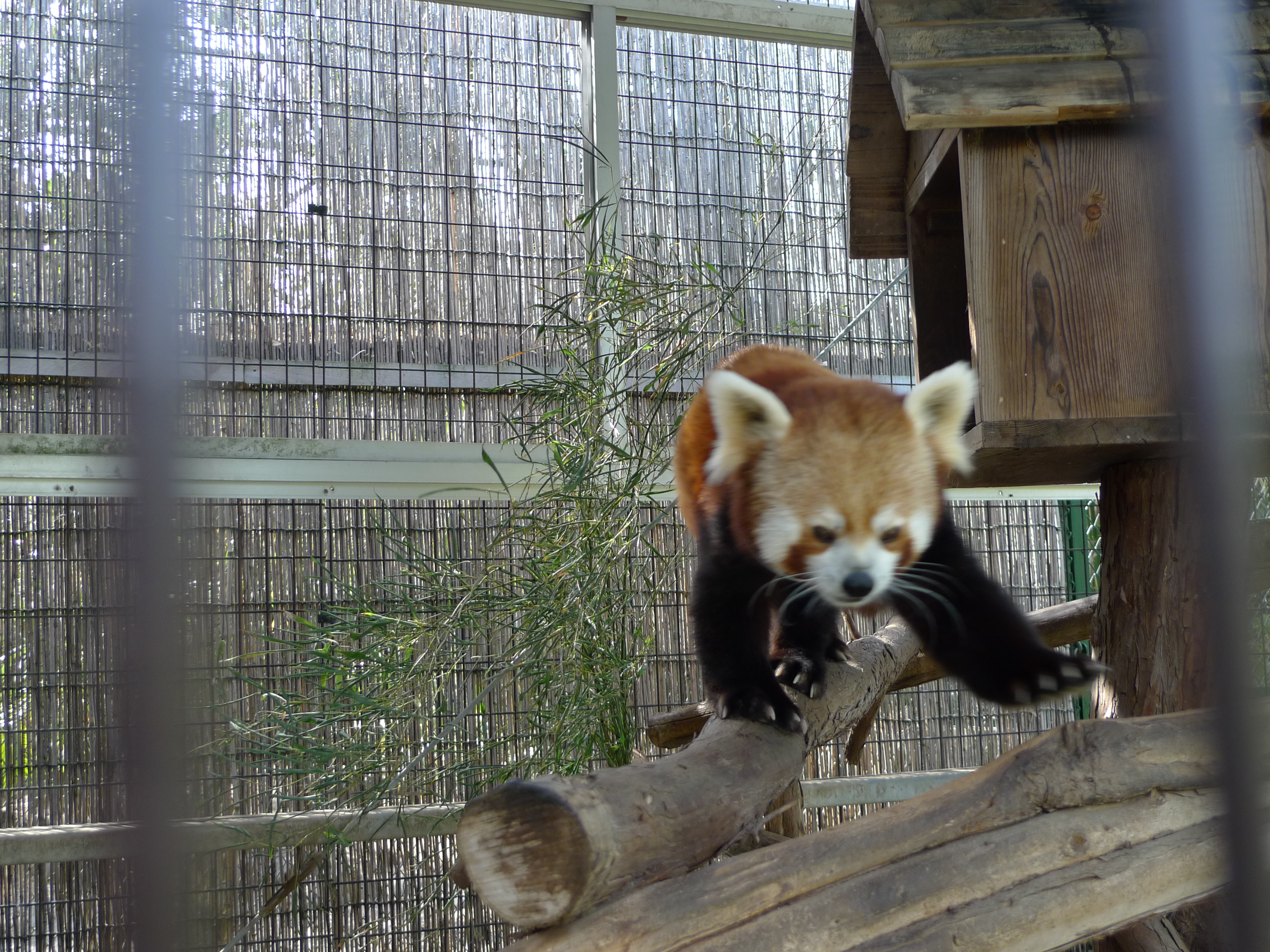
レッサーパンダ

## 公式キャラクター
熱川ばにお
声 - 立花理香
2012年8月2日（12歳）♂
2012年に誕生していたが名前はなく、2018年秋の開園60周年記念に合わせて一般公募（園内やTwitter）で名前を募集し、2週間で500点以上の応募があった。多くの応募案の中から最終候補を5つ選出し、2018年7月25日のニコニコ生放送『江口拓也・八代拓の『さんたく!!!』-3択バラエティ-』内で一般投票にて「熱川ばにお」に決定した。

## アクセス
- 伊豆急行伊豆急行線伊豆熱川駅より徒歩1分
- 東名高速道路厚木インターチェンジより車で2時間30分（小田原厚木道路・国道135号経由）
  - 本園・分園ともに駐車場無料

## 備考
- 1977年（昭和52年）6月14日、天皇、皇后の行幸があった[7]。
- 日本テレビ「ビートたけしのお笑いウルトラクイズ」では、過去3回当園に来場している。
  - 特に桜金造のワニとの格闘はこの番組の伝説となっている。
- 映画テルマエ・ロマエのロケ地となった。
- 2020年にみうらじゅん賞を受賞した。みうらが上京したばかりの頃に園で見たワニが健在であったことに感慨を覚えたという。
- 1990年にドイツからパイナップル科のプヤ・チレンシスの種を輸入[8]。2021年2月7日に初めて開花した（日本国内では2例目とみられている）[8]。

## 関連施設
- 伊豆大島ハワイ植物園 - 姉妹園の植物園。1974年1月に開園し、1985年8月に閉園。